# Barbara Weiler
Barbara Weiler (* 17. September 1946 in Düsseldorf) war von 1994 bis 2014 Europaabgeordnete für die SPD in der Sozialdemokratischen Fraktion im Europäischen Parlament.

## Ausbildung und Beruf
Nach dem Abschluss der Mittleren Reife im Jahr 1963 besuchte Barbara Weiler das Abendgymnasium und absolvierte 1965 bis 1967 ein Sprachstudium in Großbritannien. Zwischen 1965 und 1985 arbeitete sie als kaufmännische Angestellte in Industriebetrieben (als Sachbearbeiterin, Chefsekretärin, Prokuristin).

## Politik
Barbara Weilers Interesse für die Politik wurde 1962 durch die Ostermarschbewegung geweckt. Sie ist seit 1970 Mitglied der SPD und war für diese von 1971 bis 1975 Bürgervertreterin in Willich, Kreis Viersen. Von 1975 bis 1985 war sie Stadtverordnete in Willich und danach bis 1987 Geschäftsführerin der SPD im Kreis Fulda. In der SPD war sie 1991 bis 1995 Mitglied des hessischen Landesvorstandes.
In der 11. und 12. Wahlperiode (1987 bis 1994) war Barbara Weiler Mitglied des Deutschen Bundestags.
1994 wurde sie in das Europaparlament gewählt und hatte dort folgende Aufgaben und Zuständigkeiten:
- Mitglied im Ausschuss für Binnenmarkt und Verbraucherschutz
- Stellvertreterin für den Ausschuss für Beschäftigung und soziale Angelegenheiten
- Mitglied der Delegation für die Beziehungen zu den Ländern Südostasiens und der Vereinigung südostasiatischer Nationen (ASEAN)
- Stellvertreterin für die Delegation für die Beziehungen zu Japan

In der Periode 2009 bis 2014 war Weiler Mitglied im Ausschuss für Binnenmarkt und Verbraucherschutz, im Sonderausschuss gegen organisiertes Verbrechen, Korruption und Geldwäsche und in der Delegation für die Beziehungen zu den Ländern Südostasiens und der Vereinigung südostasiatischer Staaten (ASEAN).
Als Stellvertreterin war sie im Haushaltskontrollausschuss und in der Delegation für die Beziehungen zur Koreanischen Halbinsel tätig.

## Mitgliedschaften
- Europa-Union Parlamentariergruppe Europäisches Parlament